# 송우리시외버스터미널
송우리시외버스터미널은 경기도 포천시 소흘읍 솔모루로 98-6 (송우리 107-2번지)에 위치한 버스터미널이다.

## 개요
경기 북부 교통의 요지로서 포천시의 남부 소흘읍 송우리 일대를 오가는 이용객들에게 편의를 제공하기 위해 건립되었다. 경기도 포천시 소흘읍에서는 협소한 터미널을 대체하기 위해 고심이 많지만 읍이라는 지역의 특성상 현재는 그저 흔한 협소한 가로변 정류장으로 간이 운영되고 있다. 하지만 포천시 남쪽 송우리 지역은 의정부시와 근접해 있어 포천시에서는 포천시청쪽이 아닌 소흘읍, 읍지역임에도 포천시 인구가 최대로 몰려있다. 게다가 차후 2024년 개통예정인 서울 지하철 7호선 705번 소흘역(가칭)이 개통되는 등의 호재로 인구 증가를 대비하여 송우리시외버스터미널의 이전 확충이 필요한 상태이다.

## 주요 노선

### 직행좌석버스
- ● 3006번 : 하성북리 ↔ 포천종합사회복지관 ↔ 골든아파트 ↔ 신읍7통.기업은행앞 ↔ 포천시청 ↔ 포천고등학교앞 ↔ 선단1통.대진대학교 ↔ 송우리시외버스터미널 ↔ 홈플러스(포천송우점)/원일아파트 ↔ 대방아파트 ↔ 이동교3리.무봉리 ↔ 잠실광역환승센터(잠실역)(GATE 25)
- ● 1386번 : 산정호수.상동주차장 ↔ 영북면사무소 ↔ 영북중학교 ↔ 영중면사무소 ↔ 신북면행정복지센터.포천아트밸리, 신북 ↔ 골든아파트앞 ↔ 포천시청앞 ↔ 포천고등학교앞 ↔ 선단1통.대진대학교 ↔ 송우리시외버스터미널 ↔ 의정부성모병원 ↔ 경기북부지방경찰청 ↔ 의정부시외버스터미널 ↔ 의정부역

### 시외버스
| 방면        | 행선지 |
| ----------- | --- |
| 수도권 방면 | 서울고속버스터미널, 동서울종합터미널, 의정부, 인천국제공항, 대진대, 만세교, 백의리, 비산동, 수락산, 수원, 신북, 신장, 안양, 양문, 영평, 운천, 인천, 장암, 전곡, 청평, 축석고개, 포천, 현리, 호계동 |

## 참조
1. ↑  버스터미널 현황, 경기도청, 2019년 2월 19일 작성.